# Nyctemera absurdum
Nyctemera absurdum är en fjärilsart som beskrevs av Swinhoe 1892. Nyctemera absurdum ingår i släktet Nyctemera och familjen björnspinnare. Inga underarter finns listade i Catalogue of Life.